# NSWRL 1912
Die NSWRL 1912 war die fünfte Saison der New South Wales Rugby League Premiership, der ersten australischen Rugby-League-Meisterschaft. Den Titel gewann der Eastern Suburbs RLFC, der damit zum zweiten Mal die NSWRL gewann.
Zwischen 1912 und 1925 sah das Format der NSWRL vor, dass die Mannschaft den Titel gewann, die nach der regulären Saison den ersten Tabellenplatz belegte. Ein Finale gab es nur, wenn der Tabellenerste und der Tabellenzweite punktgleich waren.

## Tabelle
Siehe NSWRL 1912/Ergebnisse für eine vollständige Liste aller Ergebnisse der regulären Saison.
|     | Team                    | Spiele | Siege | Unent. | Ndlg. | Spiel- punkte | Diff. | Tabellen- punkte |
| --- | ----------------------- | ------ | ----- | ------ | ----- | ------------- | ----- | ---------------- |
| 01. | Eastern Suburbs         | 14     | 13    | 0      | 1     | 230:86        | + 144 | 26               |
| 02. | Glebe                   | 14     | 11    | 0      | 3     | 199:83        | + 116 | 22               |
| 03. | Newtown Jets            | 14     | 9     | 0      | 5     | 178:132       | + 46  | 18               |
| 04. | South Sydney Rabbitohs  | 14     | 8     | 0      | 6     | 207:137       | + 70  | 16               |
| 05. | Balmain Tigers          | 14     | 6     | 0      | 8     | 138:168       | - 30  | 12               |
| 06. | North Sydney Bears      | 14     | 6     | 0      | 8     | 124:197       | - 73  | 12               |
| 07. | Annandale               | 14     | 2     | 0      | 12    | 86:134        | - 48  | 4                |
| 08. | Western Suburbs Magpies | 14     | 1     | 0      | 13    | 100:325       | - 225 | 2                |